# Aeroporto di Gioia del Colle
L'Aeroporto "Antonio Ramirez" di Gioia del Colle (IATA: nessuno, ICAO: LIBV) sede del 36º Stormo è un aeroporto militare che si trova a Gioia del Colle, nella città metropolitana di Bari. L'aeroporto è gestito dall'Aeronautica Militare ed in base al Decreto ministeriale del 25 gennaio 2008 pubblicato sulla Gazzetta Ufficiale del 7 marzo 2008, è classificato come MOB (Main Operating Base) del primo gruppo e come tale effettua esclusivamente attività militari, non essendo aperto al traffico commerciale. Attualmente è sede del 36º Stormo e dell'84º Centro C/SAR che impiegano rispettivamente velivoli Eurofighter Typhoon e elicotteri AgustaWestland HH-139A.

## Storia
La base di Gioia del Colle ha origine dal Campo Scuola creato in contrada Gaudella, 1 km a sud della cittadina murgiana, negli ultimi mesi del 1916, durante la prima guerra mondiale. Il Campo Scuola dipende dal "Battaglione Aviatori", il cui comando ha sede a Torino.
Dal campo di Gioia del Colle, la notte tra il 4 e il 5 ottobre 1917 prese il via l'incursione aerea notturna sulla base navale austro-ungarica di Cattaro. Per compiere l'azione, che vide la partecipazione di Gabriele D'Annunzio, fu creato un reparto ad hoc: il Distaccamento A.R., comandato dal maggiore pilota Armando Armani. Dopo un'attesa di diversi giorni, nella notte tra il 4 ed il 5 ottobre 1917, 14 velivoli Caproni Ca.3 da bombardamento, alle ore 23:00, decollarono da Gioia del Colle e, dopo aver attraversato l'Adriatico, colpirono la flotta austro-ungarica ancorata nelle Bocche di Cattaro.
Con la fine del primo conflitto mondiale, il campo divenne sempre più marginale e riassunse una sua importanza solo alla vigilia del secondo conflitto. Intanto con il F.O. n. 5 del 15 febbraio 1939, il campo veniva intitolato alla memoria del capitano pilota Antonio Ramirez, deceduto in un incidente aereo il 28 aprile 1930. Poi, nei mesi successivi, furono iniziati i lavori per una nuova superficie di volo da costruirsi sul lato opposto della strada statale Bari-Taranto (l'attuale strada statale 100) che fiancheggiava il vecchio campo. I lavori furono completati dopo l'inizio della guerra e sul campo furono schierati, in periodi diversi, il 35º Stormo BT, il 32º Stormo Aerosiluranti, l'86º Gruppo BTV, il 13º Stormo BT, la 237ª Squadriglia del 121º Gruppo Tuffatori "Picchiatelli" con gli Junkers Ju.87D "Stuka". Negli ultimi mesi di guerra, sul campo era presente il 43º Stormo BT, mentre l'8 settembre 1943 era presente il 9º Gruppo caccia del 4º Stormo, 73ª Squadriglia, 96ª e 97ª Squadriglia del 21º Gruppo Autonomo Caccia Terrestre ed il 98º Gruppo del 43º Stormo BT.
Nel dopoguerra il campo, per diversi mesi, fu ceduto agli anglo-americani che lo restituirono al governo italiano solo a fine 1945. Poi il campo tornò alle sue origini e divenne sede del 1º Gruppo Scuole Volo, dipendente dalla Scuola Volo di Lecce, che nel 1952 diventerà il 211º Gruppo. Il 1º giugno 1954 il 211º veniva trasferito sull'aeroporto di Alghero ed a Gioia rimase solo un Distaccamento Aeronautico.
Alla fine degli anni cinquanta, l'inizio della guerra fredda, spinse gli USA a cercare di approntare basi militari sempre più vicine ai paesi dell'Est Europa, in questo senso l'Italia appariva essere in posizione ideale, infatti, dopo una serie di colloqui con il governo italiano fu deciso di installare una base missilistica in sud Italia e la sede scelta fu proprio il campo di Gioia del Colle. Nel 1958 iniziarono i lavori per adeguare il vecchio campo alle nuove esigenze e inoltre furono costruiti altri siti al di fuori del campo vero e proprio. Alla fine la base era costituita dal sedime del vecchio campo e da dieci postazioni esterne, nelle quali furono basati tre missili a testata nucleare. Il nuovo aeroporto, che era stato dotato anche di una nuova pista in cemento e asfalto, divenne la sede di un nuovo reparto, la 36ª Brigata Aerea Interdizione Strategica, che fu sciolta nel giugno 1963.

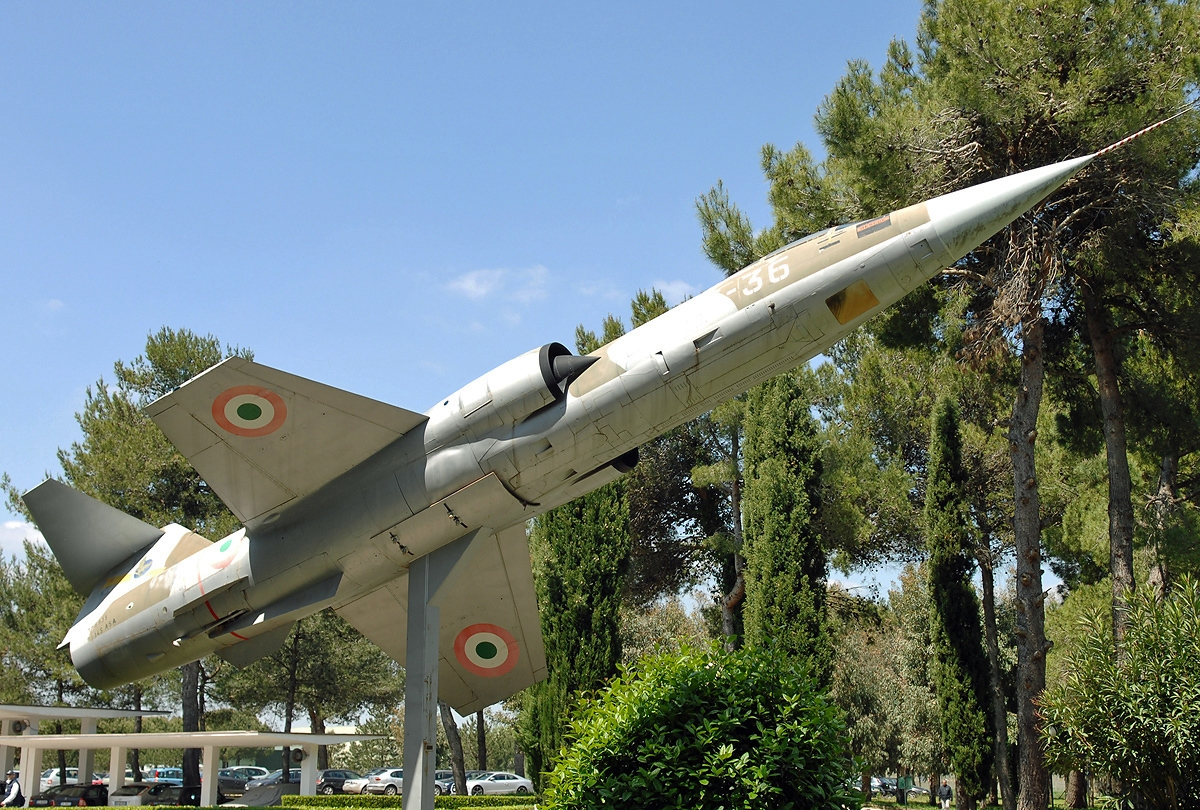
F 104 esposto all'aeroporto

L'aeroporto divenne Comando Base Aerea ed ospitò dal 24 settembre 1963 il XII Gruppo caccia ed una sezione di allarme della 51ª Aerobrigata caccia. Il 16 giugno 1966 giungeva sull'aeroporto di Gioia del Colle, proveniente dall'Aeroporto di Brescia-Ghedi, il 156º Gruppo cacciabombardieri, mentre, dal 1º giugno 1966, era stato ricostituito il 36º Stormo, che era quindi composto dai gruppi XII e 156º. Dal 29 giugno 1999 al 1º marzo 2001 ha fatto parte del 36º anche il 21º Gruppo.
In questi anni, l'aeroporto è stato anche base di partenza di diverse missioni internazionali alle quali hanno preso parte anche reparti alleati. In particolare, la base ha ospitato reparti britannici in occasione delle operazioni svolte sulla penisola balcanica nell'ambito delle operazioni Deny Flight, Sharp Guard, Deliberate Force, Allied Force e Joint Guardian.

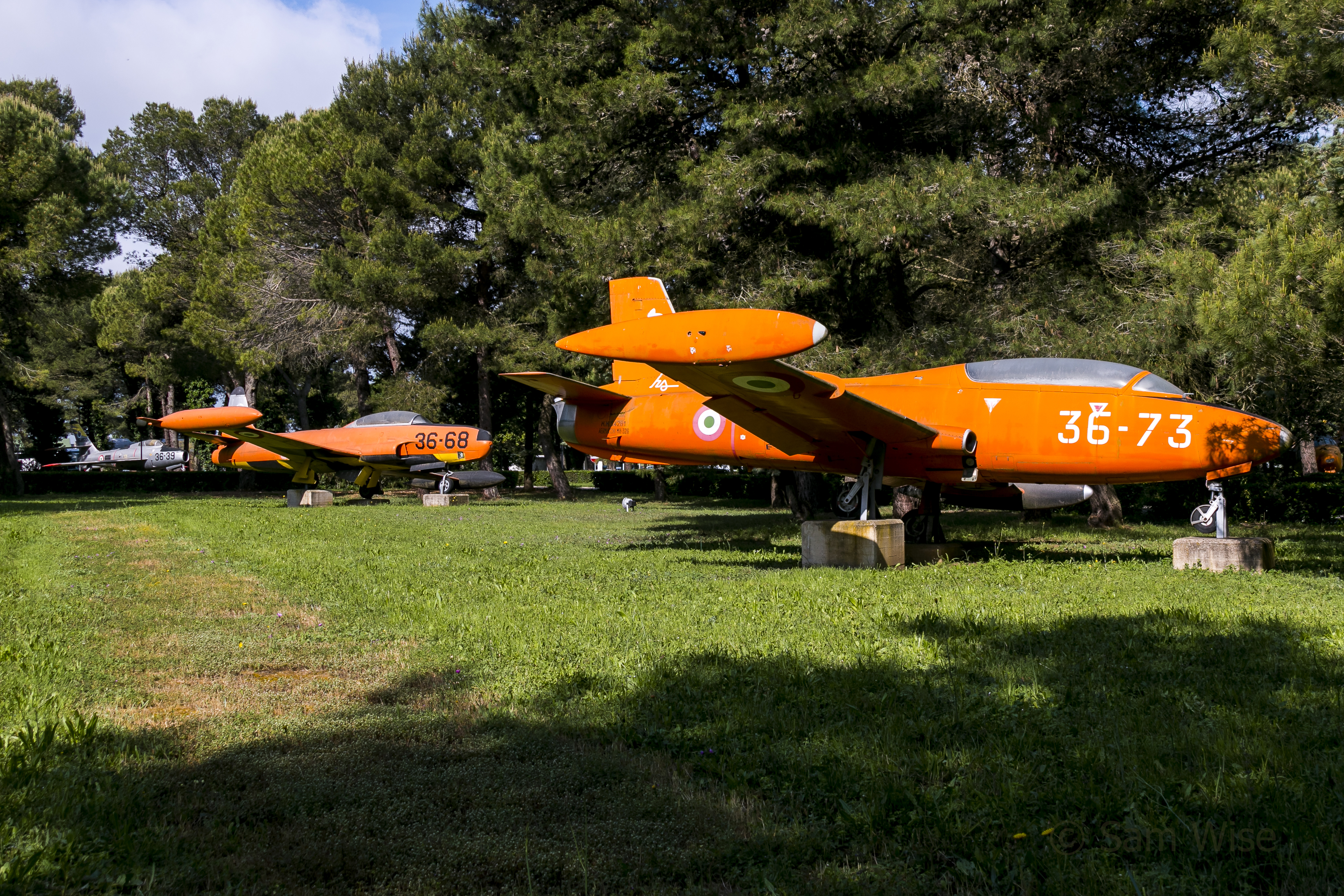
MB-326, T-33 ed F-84F

Nel corso dell'intervento militare in Libia del 2011, l'aeroporto di Gioia del Colle ha servito da base per le forze aeree italiane e britanniche.
L'aeroporto militare di Gioia del Colle, sede del 36º Stormo durante l'emergenza neve del gennaio 2017 che ha colpito duramente tutta la zona ha continuato a garantire la piena operatività di tutti i servizi aeroportuali e del servizio di sorveglianza dello spazio aereo nazionale con i velivoli EF-2000 e del servizio di ricerca e soccorso (Search and Rescue) con gli elicotteri HH139 del 84º Centro C/SAR (Search and Rescue), presente dal 10 settembre 2012, che l’Aeronautica Militare assicura 365 giorni all’anno, 24 ore su 24.
Il 28 marzo 2017 nel corso del 94º anniversario dell'Aeronautica Militare sono stati celebrati anche i 100 anni dei cinque gruppi caccia italiani nati con Francesco Baracca nel 1917. In questa occasione sopra Gioia del Colle hanno volato i caccia Eurofighter dei gruppi di volo del 9º gruppo caccia del 4º Stormo di Grosseto, del 10º e 12º gruppo caccia del 36º Stormo di Gioia del Colle, del 18º gruppo caccia del 37º Stormo di Trapani e del 13º Gruppo caccia del 32º Stormo di Amendola. L'F35 scortato dagli Eurofighter si è mostrato per la prima volta in pubblico. Si tratta di uno dei primi esemplari costruiti completamente in Italia, nello stabilimento di Cameri (Novara). In questa occasione il 36º Stormo ha visto la partecipazione del presidente della Repubblica Sergio Mattarella e delle frecce tricolori sul sedime aeroportuale.